# Geraint Davies (homme politique travailliste)
Geraint Davies Richard (né le 3 mai 1960) est un homme politique britannique, membre du Parti travailliste. Il est député pour Croydon Central de 1997 à 2005, puis pour Swansea Ouest de 2010 à 2024.

## Vie privée
La famille Davies vient de l'ouest du Pays de Galles, son père fonctionnaire est originaire d'Aberystwyth et la famille de sa mère est originaire de Swansea. Il grandit à Cardiff où il fréquente le Llanishen High School, avant d'étudier les mathématiques puis la philosophie, la politique et l'économie au Jesus College d'Oxford et est président de la salle commune junior. Il épouse le Dr Vanessa Fry en septembre 1991 et ils vivent maintenant à Swansea.

## Carrière professionnelle
Davies rejoint Unilever comme chef de produit de groupe en 1982, puis Colgate-Palmolive en tant que directeur du marketing, avant de créer ses propres sociétés, notamment Pure Crete Ltd. Il est militant du Parti travailliste à partir de 1982, étant secrétaire adjoint du parti dans le Nord-Est de Croydon et président du Parti travailliste de la circonscription centrale de Croydon, et membre de l'Association des personnels scientifiques, techniques et de gestion, et plus tard de la fabrication, et du Syndicat des sciences et des finances . Il est membre du Parti coopératif depuis 1984 et rejoint le GMB en 1985. Davies est directeur de Pure Crete Ltd, décrit comme un « voyagiste vert », en 1989.

## Carrière politique

### Conseil de Croydon
Davies est élu au conseil du borough de Croydon en 1986, représentant le quartier de New Addington, conservant le siège en 1990 et 1994. Il devient président du comité du logement lorsque le parti travailliste prend le contrôle du conseil en 1994.
Davies est élu pour succéder à Mary Walker comme chef du conseil en 1996, démissionnant de son poste et de son siège au conseil en 1997,. Il est également président du comité du logement de l'Association des boroughs de Londres de 1996 à 1997.

### Élections au Parlement
Aux élections générales de 1987, Davies se présente pour le siège conservateur sûr de Croydon South, arrivant troisième. En 1992, Davies arrive deuxième dans la circonscription de Croydon Central. Aux élections générales de 1997, il se présente à nouveau à Croydon Central, renversant cette fois la majorité conservatrice de 9 650 voix et devenant le député de Croydon Central avec une majorité travailliste de 3 897 voix. Aux élections de 2005, il perd son siège au profit du candidat conservateur Andrew Pelling (en) par 75 voix.
Davies est ensuite sélectionné pour le siège travailliste de Swansea West après le départ à la retraite du député de la circonscription depuis 45 ans, Alan Williams. Lors des élections législatives de 2010, il l'emporte avec une majorité de 504 voix et 34,7 % des voix, portant sa majorité aux élections de 2015 à 7 036 voix contre les conservateurs avec 42,6 % des voix. Aux élections de 2017, sa majorité passe à 10 598 voix avec une part de 59,8 % des voix, le score travailliste le plus élevé de l'histoire de Swansea West.

### Activité parlementaire
Lors de son premier mandat au Parlement, Davies est nommé président du comité de l'Environnement, des Transports et des régions et siège au comité des Comptes publics.
Réélu en 2001, Davies est nommé ambassadeur parlementaire de la Société nationale de prévention de la maltraitance des enfants (NSPCC) de 2003 à 2005, à la suite de son projet de loi sur la réglementation des fournisseurs de services de garde d'enfants en avril 2003, qui change la législation afin que les assistantes maternelles ne soient plus autorisées à frapper les enfants et les parents aient le droit de voir les dossiers de plaintes concernant les futures assistantes maternelles en ce qui concerne la sécurité des enfants. Il propose le projet de loi sur la interdiction de punition physique des enfants en juillet 2003, qui interdit de frapper les enfants à la tête, avec des instruments ou de les secouer. Il cherche à résoudre les problèmes avec un manifeste pour les enfants en santé (juin 2004) pour interdire la publicité de la malbouffe à destination des plus jeunes et réglementer l'étiquetage des aliments (adopté par le gouvernement) et un projet de loi sur les repas scolaires et la nutrition en janvier 2005 qui vise à inclure la nutrition dans la règlementation du Bureau des normes d'éducation, des services à l'enfance et des compétences (OFSTED) et d'interdire les distributeurs automatiques d'aliments malsains.
Le projet de loi de Davies sur le sucre dans les aliments et les boissons (objectifs, étiquetage et publicité) 2014-2015 vise à aider à freiner le développement de l'obésité et du diabète en exigeant que l'étiquetage des aliments exprime la teneur en sucre ajouté en cuillerées à thé, limitant les produits riches en sucre comme se présentant comme à faible teneur en matières grasses dans la publicité et obligeant le secrétariat d'État à la Santé à fixer des objectifs annuels de teneur en sucre par catégorie d'aliments recommandés par l'Agence des normes alimentaires. Le projet de loi a été de nouveau présenté au Parlement en septembre 2016 et publié par la suite .
Geraint Davies siège dans trois comités restreints : le comité d'audit environnemental, le comité des affaires galloises et le comité d'examen européen Il siège également au Groupe des présidents et préside régulièrement les débats du Westminster Hall au Parlement.
Davies est membre de l'Assemblée parlementaire du Conseil de l'Europe de 2010 à 2018. Il est membre de la commission des affaires sociales, de la santé publique et de l'environnement. Il est élu rapporteur pour préparer les rapports de l'APCE sur l'exploration et l'exploitation des hydrocarbures non conventionnels en Europe) (fracturation hydraulique), accords commerciaux de nouvelle génération (TTIP et CETA)), le commerce et l'air La pollution.
Davies est en faveur d'un deuxième référendum sur le Brexit. Dans la série de votes parlementaires sur le Brexit en mars 2019, Davies vote contre les consignes du Parti travailliste et en faveur d'un amendement déposé par les membres du groupe indépendant pour un deuxième vote public.
En juin 2023, il est suspendu de ses responsabilités au sein de son parti à la suite d'allégations de harcèlement sexuel sur cinq femmes remontant à plusieurs années.